# MFA 디벨로프먼트
MFA 디벨로프먼트(포르투갈어: MFA Development, 중국어: 澳門發展隊)은 마카오의 축구단이다. 현재 세군다 디비장 드 마카오에 참가하고 있다.